# 17 Carat
17 Carat è il primo EP della boy band sudcoreana Seventeen, pubblicato nel 2015.

## Tracce
1. Shining Diamond – 3:24
2. 아낀다 (Adore U) – 3:07
3. Ah Yeah (Hip-Hop unit) – 3:29
4. Jam Jam (Performance unit + Vernon) – 3:25
5. 20 (Vocal unit) – 3:23